# Генріх LXII (князь Ройсс-Гери)
Генріх LXII (нім. Heinrich LXII.), (нар. 31 травня 1785 — пом. 19 червня 1854) — імперський князь з дому Ройсс, правитель князівства Ройсс-Шляйц у 1818—1848 роках, а також об'єднаного Князівства Ройсс молодшої лінії у 1848—1854 роках. Син попереднього князя Ройсс-Шляйцу Генріха XLII та принцеси Кароліни Гогенлое-Лангенбурзької.

## Біографія
Народився 31 травня 1785 року у Шляйці. Був четвертою дитиною та другим сином в родині графа Ройсс-Шляйцу Генріха XLII та його дружини Кароліни Гогенлое-Лангенбурзької. Мав старших сестер Крістіну Філіпіну та Фердинанду, яка пішла з життя за два місяці після його народження. Старший брат помер немовлям до його появи на світ. Згодом сімейство поповнилося чотирма молодшими синами, з яких вижив лише Генріх LXVII. Мешкала родина у Шляйцькому замку.
Принц здобував освіту в університетах Ерлангену та Вюрцбургу. Тривалий час провів у Дрездені. 
У 1818 році став графом Ройсс-Шляйцу після смерті батька, із натхненням приступивши до виконання своїх обов'язків. Намагався покращити шкільну систему та якомога можливо поліпшити освіту з усіх предметів. Прикрашав графство, особливо мальовничі дороги, що вели до Шляйцу. У 1837 році Шляйцький замок сильно постраждав від пожежі. Відновлюючи його протягом кількох наступних років, піклувався також про маєток Генрісрух, збільшивши територію парку та додавши луг із тюльпанним деревом.
У 1848 році князь Ройсс-Лобенштайну Генріх LXXII зрікся престолу на його користь. Землі Ройсс-Шляйцу, Ройсс-Ґери, Ройсс-Лобенштайну та Ройсс-Еберсдорфу невдовзі були об'єднані в єдине князівство Ройсс молодшої лінії. Столицею стало місто Ґера. Наступного року князівство отримало конституцію. У 1851 році був зібраний ландтаг, а незабаром прийнятий новий закон про вибори.
Помер Генріх LXII 19 червня 1854 року у Ґері бездітним і неодруженим. Престол перейшов до його молодшого брата Генріха LXVII. Був похований у князівській крипті церкви Святої Марії у Шляйці.

## Нагороди
- Орден Чорного орла (Королівство Пруссія).